# راپین
راپین (به آلمانی: Rappin) یک شهر در آلمان است که در فرپومرن-روگن واقع شده‌است. راپین ۳۵۳ نفر جمعیت دارد.